# Rovio Entertainment
Rovio Entertainment Oyj (fostul Relude Oy și Rovio Mobile Oy) este un dezvoltator de jocuri video finlandez cu sediul în Espoo. Fondată în 2003 de studenții de la Universitatea de Tehnologie din Helsinki Niklas Hed, Jarno Väkeväinen și Kim Dikert, compania este cea mai bine cunoscută pentru franciza Angry Birds. Compania operează în prezent studiouri în Barcelona, Toronto, Montreal, Espoo, Stockholm și Copenhaga. Succesul companiei a ajutat la stabilirea Finlandei ca un jucător de top în industria jocurilor mobile și a contribuit la crearea unui ecosistem înfloritor pentru dezvoltarea de jocuri în țară. Sega a cumpărat Rovio pentru 776 de milioane de $ americani în august 2023, și a fost făcută o subsidiară a diviziei Sega Europe.

## Istorie

### 2003–2009: Primii ani

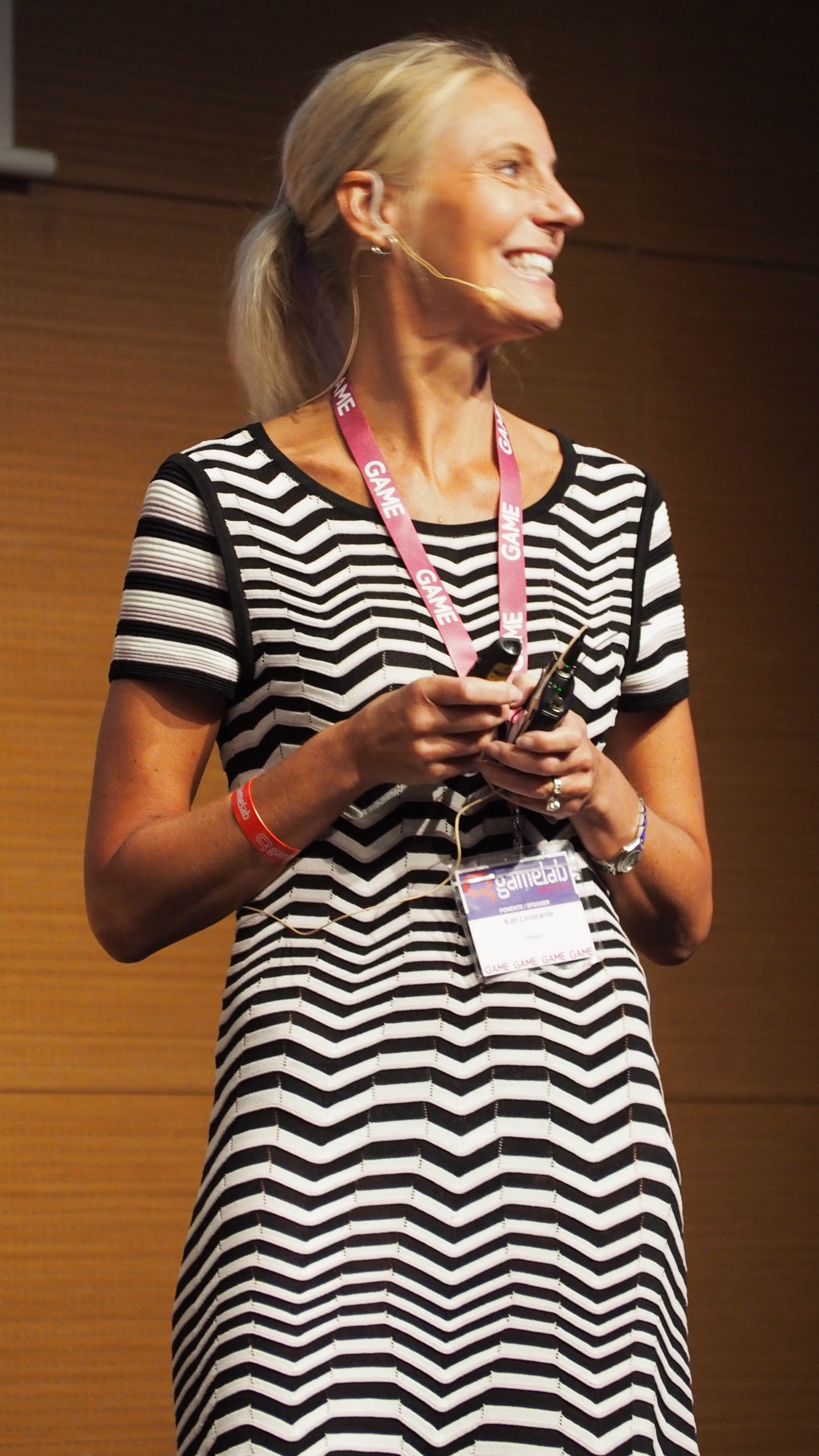
CEO Kati Levoranta în 2018

În 2003, trei studenți de la Universitatea de tehnologie din Helsinki, Niklas Hed, Jarno Väkeväinen și Kim Kidert, au participat la o competiție de dezvoltare a jocurilor pe mobil la o adunare demopartidă sponsorizată de Nokia și Hewlett-Packard. O victorie la un joc mobil numit King of the Cabbage World a lăsat trio-ul să-și creeze propria lor companie, Relude. King of the Cabbage World a fost vândut la Sumea și a fost redenumit Mole War, care a devenit una dintre primele jocuri multiplayer în timp real comerciale din lume. În ianuarie 2005, Relude a primit prima sa rundă de investiții dintr-un înger de afaceri, iar compania și-a schimbat numele în Rovio Mobile, unde "rovio" se traduce din finlandeză în engleză ca "rug".
În 2009, Mikael Hed a devenit CEO. În decembrie 2009, Rovio a lansat Angry Birds, al 52-lea joc al lor, un joc de tip puzzle în care o pasăre este aruncată folosind o praștie pentru iPhone; acesta a ajuns pe locul 1 pe Apple App Store s-a făcut graficul după șase luni și a rămas trasat după alte luni. Angry Birds, deoarece a fost descărcat de 1 miliard de ori cu descărcări plătite reprezentând mai mult de 25% din totalul descărcărilor, a ajuns unul dintre cele mai vândute jocuri din Apple App Store.

### 2010–2014: Succes internațional
În martie 2011, Rovio a ridicat 42 de milioane de dolari in fonduri capitale de risc din Accel Partners, Atomico și Felicis Ventures. În iulie 2011, compania și-a schimbat numele în Rovio Entertainment Ltd. În iunie 2011, compania l-a angajat pe David Maisel pentru a conduce producția lor cu film cu Angry Birds. În octombrie 2011, Rovio a cumpărat Kombo, o companie de animație din Helsinki. Studioul de animație a fost achiziționat pentru a produce o serie de filme scurte lansate în 2012. În martie 2012, Rovio a achiziționat Futuremark Game Studios, divizia de dezvoltare de jocuri de benchmarking al companiei Futuremark pentru o sumă nedezvăluită.
În mai 2012, Rovio a anunțat că seria Angry Birds a ajuns la un miliard de descărcări. În iulie 2012, Rovio a anunțat un partneriat de distribuție cu Activision pentru a aduce primele trei titluri Angry Birds la console de jocuri video și dispozitive handheld, într-o colecție numită Angry Birds Trilogy (Trilogia Angry Birds). Titlul a fost lansat în septembrie 2012. În noiembrie 2012 Rovio a lansat Angry Birds Star Wars, o iterație a jocului popular cu licență de la originala trilogie Star Wars, pentru dispozitive mobile și PC. Rovio în parteneriat din nou cu Activision portează titlul la console de jocuri video și dispozitive handheld, care a fost lansat pentru aceste platforme în octombrie 2013. O continuare, Angry Birds Star Wars II, bazată pe originala trilogie Star Wars, a fost lansată în septembrie 2013.
În martie 2013, Rovio a lansat canalul lor multiplatformal Toons.TV începând cu Angry Birds Toons. Din 2013, Rovio a devenit un editor de jocuri video și publică jocuri din a treia parte prin intermediul programului lor Rovio Stars. Canalul a fost terminat în 2017.
În ianuarie 2014, Rovio a anunțat că seria sa de jocuri Angry Birds a ajuns la două miliarde de descărcări. În plus, a fost dezvăluit că seria lor emblematică, Angry Birds, a „scurs date” către companii terțe, eventual către agenții de supraveghere precum NSA. Ca răzbunare, hackerii anti-NSA au alterat site-ul Rovio.
În mai 2014, Rovio a lansat un nou braț de publicare, Rovio LVL11, să lanseze jocuri experimentale. Primul joc publicat sub Rovio LVL11 este Retry iar al doilea este Selfie Slam. Din iunie 2014, Rovio se consideră a fi o companie de divertisment, nu doar o companie de jocuri. Acest lucru este consolidat de afacerile de marfă și licențiere ale lui Rovio, care reprezintă aproximativ jumătate din veniturile lor anuale de 216 milioane de $ în 2013.

### 2014–prezent: Declin și achiziționare de Sega
În august 2014, Rovio a anunțat că Mikael Hed o să demisioneze ca CEO în ianuarie 2015 în favoarea lui Pekka Rantala. Hed a rămas la consiliul lui lui Rovio și a devenit președinte al Rovio Animation. În decembrie 2014, Rovio a concediat 110 angajați după ce profiturile nete s-au înjumătățit în 2013 din cauza jocurilor sale recente, Angry Birds Epic și Go!, care nu au avut atât de mult succes ca jocurile trecute. După această mișcare, Rovio și-a închis studioul din Tampere, relocând operațiunile sale la locația din Espoo. La sfârșitul lui 2014, Rovio a suferit o scădere de 73% în profit, câștigând numai 10 milioane de euro. Pekka Rantala a declarat că scăderea se datorează vânzărilor slabe ale mărfurilor licențiate și a produselor secundare ale Angry Birds. El a mai menționat că „compania este nemulțumită de rezultatul afacerii noastre de licențiere”. În august 2015, Rovio a concediat 260 de angajați în toată lumea după ce veniturile din jucării și marfă Angry Birds au scăzut cu 43% în timpul anului 2014. În decembrie 2015, Rantala a anunțat că o să demisioneze ca CEO și o să fie urmat de Kati Levoranta, fost ofițer juridic șef al Rovio, în ianuarie 2016.
Pe 16 ianuarie 2017, Rovio și-a deschis un nou studio de jocuri în Londra să se concentreze pe jocuri online de multiplayer masive. Pe 15 februarie, Rovio a anunțat că o să taie cel puțin 35 de locuri de muncă pe măsură ce și-a restructurat divizia de animație. În martie, Kaiken Entertainment, fondat de fostul CEO al Rovio Mikael Hed, a cumpărat divizia de animație a lui Rovio. Mai târziu în aceeași lună Rovio a raportat că s-a întors la profitabilitate cu un venit brut de 201 milioane de $ cu succesul lui Angry Birds: Filmul jocurilor sale video recente. În iunie, Kaj Hed a demisionat ca președinte al Rovio și Mika Ihamuotila l-a succedat ca noul președinte. Pe 5 septembrie, Rovio și-a anunțat intenția de a deveni o companie cotată la bursă. În octombrie, acțiunile Rovio au fost vândute la NASDAQ Helsinki iar compania a fost evaluată la 1 miliard de dolari.
Pe 2 martie 2018, Rovio a anunțat închiderea studioului său din Londra după rezultate dezamăgitoare. Mai târziu pe 14 noiembrie, Rovio a anunțat că a numit pe fostul executiv Gameloft Alexandre Pelletier-Normand ca vice președinte executiv a unității sale de afaceri de jocuri. El și-a început rolul pe 2 ianuarie 2019. Pe 30 noiembrie 2018, Rovio a anunțat că au achiziționat complet PlayRaven, dezvoltatorul cunoscut pentru realizarea de jocuri de strategie precum Eve: War of Ascension.
Pe 3 iunie 2020, Rovio a achiziționat Darkfire Games pentru o sumă nedezvăluită. Subsidiara a devenit Rovio Copenhagen. Pe 21 decembrie Rovio a anunțat că Vice Președintele Executiv de jocuri, Alexandre Pelletier-Normand, o să devină CEO. Schimbarea a intrat în efect pe 1 ianuarie 2021. În 2021, procurorul general din New Mexico a intentat un proces federal împotriva lui Rovio, susținând că compania a colectat și vândut ilegal date personale private ale utilizatorilor sub treisprezece ani unor agenți de publicitate terți.
Pe 15 aprilie 2023, IGN a raportat că Sega o să achiziționeze Rovio, cu un acord în apropiere de 1 miliard de $. Rovio a respins o ofertă de achiziție anterioară de la compania de mobil israeliană Playtika pentru 800 de milioane de $. Două zile mai târziu Sega Sammy Holdings a anunțat că au făcut o ofertă de licitație de 706 milioane EUR (776 milioane USD) pentru Rovio, care s-a încheiat pe 17 august. Pe 7 decembrie, Rovio a închis divizia de studio cu sediul în Montreal Studio Lumi rezultând în pierderea a 16 joburi.

## Jocuri dezvoltate

### 2003–2009
Înainte să creeze Angry Birds, Rovio a dezvoltat 51 de jocuri. Aici este o selecție a acestor jocuri:
- Bounce Boing Voyage - N-Gage  (2008)
- Bounce Evolution - Nokia N900 (2009)
- Bounce Tales - Java ME (2008)
- Bounce Touch - Symbian^1 (2008)
- Burger Rush - Java ME (2008)
- Burnout - Java ME (2007)
- Collapse Chaos - Java ME (2008)
- Cyber Blood - Java ME (2006)
- Darkest Fear - Java ME (2005), iOS (2009)
- Darkest Fear 2: Grim Oak - Java ME (2006)
- Darkest Fear 3: Nightmare - Java ME (2006)
- Desert Sniper - Java ME (2006)
- Dragon & Jade - Java ME (2007)
- Formula GP Racing - Java ME (2005)
- Gem Drop Deluxe - Java ME (2008)
- Marine Sniper - Java ME (2007)
- Mole War - Java ME (2004)
- Need for Speed: Carbon - Java ME (2006)
- Paid to Kill - Java ME (2004)
- Paper Planes - Java ME (2008)
- Patron Angel - Java ME (2007)
- Playman Winter Games - Java ME (2005)
- Shopping Madness - Java ME (2007)
- Space Impact: Meteor Shield - Nokia N97 (2010)
- Star Marine - Java ME (2007)
- Sumea Ski Jump - Java ME (2007)
- SWAT Elite Troops - Java ME (2008)
- Totomi - iOS, Flash, Java ME (2008)
- US Marine Corps Scout Sniper - Java ME (2006)
- War Diary: Burma - Java ME (2005)
- War Diary: Crusader - Java ME (2005)
- War Diary: Torpedo - Java ME  (2005)
- Wolf Moon - Java ME (2006)
- X Factor 2008 - Java ME (2008)

### 2009–prezent
| An   | Titlu                                      | Platforme | Platforme | Platforme | Platforme |
| An   | Titlu                                      | Android   | iOS       | PC        | WP        |
| ---- | ------------------------------------------ | --------- | --------- | --------- | --------- |
| 2009 | Angry Birds                                | Da        | Da        | Da        | Da        |
| 2010 | Angry Birds Seasons                        | Da        | Da        | Da        | Da        |
| 2011 | Angry Birds Rio                            | Da        | Da        | Da        | Da        |
| 2012 | Angry Birds Space                          | Da        | Da        | Da        | Da        |
| 2012 | Amazing Alex                               | Da        | Da        | Da        | Da        |
| 2012 | Bad Piggies                                | Da        | Da        | Da        | Da        |
| 2012 | Angry Birds Star Wars                      | Da        | Da        | Da        | Da        |
| 2013 | The Croods                                 | Da        | Da        | Da        | Nu        |
| 2013 | Angry Birds Friends                        | Da        | Da        | Da        | Nu        |
| 2013 | Angry Birds Star Wars II                   | Da        | Da        | Da        | Da        |
| 2013 | Angry Birds Go!                            | Da        | Da        | Nu        | Da        |
| 2014 | Angry Birds Epic                           | Da        | Da        | Nu        | Da        |
| 2014 | Angry Birds Stella                         | Da        | Da        | Nu        | Da        |
| 2014 | Angry Birds Transformers                   | Da        | Da        | Nu        | Nu        |
| 2014 | Selfie Slam                                | Da        | Da        | Nu        | Da        |
| 2014 | Retry                                      | Da        | Da        | Nu        | Nu        |
| 2015 | Angry Birds POP!                           | Da        | Da        | Nu        | Nu        |
| 2015 | Angry Birds 2                              | Da        | Da        | Da        | Nu        |
| 2015 | Nibblers                                   | Da        | Da        | Nu        | Nu        |
| 2015 | Love Rocks Starring Shakira                | Da        | Da        | Nu        | Nu        |
| 2015 | Angry Birds Fight!                         | Da        | Da        | Nu        | Nu        |
| 2016 | Angry Birds Action!                        | Da        | Da        | Nu        | Nu        |
| 2016 | Angry Birds Blast!                         | Da        | Da        | Nu        | Nu        |
| 2017 | Battle Bay                                 | Da        | Da        | Nu        | Nu        |
| 2017 | Angry Birds Evolution                      | Da        | Da        | Nu        | Nu        |
| 2017 | Angry Birds Match                          | Da        | Da        | Nu        | Nu        |
| 2017 | Angry Birds Champions                      | Nu        | Da        | Nu        | Nu        |
| 2017 | Angry Birds for Messenger                  | Da        | Da        | Nu        | Nu        |
| 2019 | Angry Birds Dream Blast                    | Da        | Da        | Nu        | Nu        |
| 2019 | Angry Birds VR/AR: Isle of Pigs            | Da        | Da        | Da        | Nu        |
| 2019 | Angry Birds POP Blast                      | Da        | Da        | Nu        | Nu        |
| 2019 | Angry Birds Explore                        | Da        | Da        | Nu        | Nu        |
| 2019 | The Angry Birds Movie 2 VR: Under Pressure | Nu        | Nu        | Nu        | Nu        |
| 2019 | Sugar Blast                                | Da        | Da        | Nu        | Nu        |
| 2020 | Small Town Murders                         | Da        | Da        | Nu        | Nu        |
| 2021 | Angry Birds Reloaded                       | Nu        | Da        | Nu        | Nu        |
| 2021 | Angry Birds: Bird Island                   | Da        | Da        | Da        | Nu        |
| 2022 | Angry Birds Journey                        | Da        | Da        | Nu        | Nu        |
| 2022 | Rovio Classics: Angry Birds                | Da        | Da        | Nu        | Nu        |
| 2023 | Angry Birds Kingdom                        | Da        | Nu        | Nu        | Nu        |
| 2023 | Bad Piggies 2                              | Da        | Da        | Nu        | Nu        |
| 2024 | Angry Birds Block Quest                    | Da        | Nu        | Nu        | Nu        |
| 2025 | Sonic Rumble                               | Da        | Da        | Nu        | Nu        |

## Seriale de televiziune
- Angry Birds Toons (2013–2016)
- Piggy Tales (2014–2019)
- Angry Birds Stella (2014–2016)
- Angry Birds Blues (2017)
- Angry Birds BirLd Cup (2018)
- Angry Birds Zero Gravity (2018)
- Angry Birds on the Run (2018–2020)
- Angry Birds MakerSpace (2019–2022)
- Angry Birds Slingshot Stories (2020–prezent)
- Angry Birds: Bubble Trouble (2020–2023)
- Angry Birds: O vară nebună (2022)
- Angry Birds Mystery Island (2024–prezent)

## Filme
- Angry Birds Filmul (2016)
- Angry Birds Filmul 2 (2019)
- Angry Birds Filmul 3 (VFA)